# 국민부
국민부(國民府)는 일제강점기 한국의 독립운동단체, 군정부(軍政府)이다. 1929년 4월 만주 자치지역에서 정의부 중심의 전민족유일당협의회파가 민족유일당조직동맹을 모체로 하여 국민부를 결성하였다.

## 배경

### 유일당 촉성운동
1928년 무렵 만주 지역에 참의부, 정의부, 신민부 등 3부가 정립된 가운데, 정의부가 재만 독립운동단체를 영도하기 위해 유일당 촉성운동을 주창하였다. 1928년 2월 3부의 간부들이 연합회의를 개최하기로 하였다. 그러나 1928년 5월 신민부와 참의부 외 민족·공산주의를 망라한 재만 18개 단체 대표가 모여 회의가 진행되었으나 기성단체의 부정을 주장하는 '촉성회파'와 기성단체의 본위를 주장하는 '협의회파'로 분열되었다. 회의의 결과, 촉성회 측은 민족유일당 '촉성회조직동맹'을 조직하였고, 협의회 측은 '재만운동단체 협의회'를 규약하였다.

### 촉성회파 (혁신의회)
이에 1928년 8월 정의부를 이탈한 일부가 촉성회에 가담하여 길림성 내 김응섭의 집에서 김동삼·이종건·김상덕·배활산 등과 유일당촉성의 조직과 선전을 위하여 남·북만주 각지에서 구역을 분담하여 적극 노력할 것을 결의하였다. 11월 중순 반석현 호란양창자(呼蘭梁廠子)에서 민족유일당의 이름으로 동맹규약을 발표함과 동시에 맹원(盟員)의 모집에 노력하였다. 이에 신민부의 군정파와 참의부가 촉성회에 투합할 것을 결정함으로써 그해 12월 하순 정의부 탈퇴파의 가담과 더불어 길림에 모여 회합을 갖고, 신민부 군정파의 주창에 따라 양부는 해체를 선언하고 임시 과도적 기관으로 '혁신의회'를 조직하고, 주요 과업을 정하였다. 그리고 한교(韓僑)의 자치를 위한 잠정 행정구역으로 전 참의부의 관할구역을 남구(南區), 재야혁명당 소재 관할구역을 중구(中區), 전 신민부의 관할구역을 북구((北區)로 나누어 통합하기로 하였다.
한편 기성회와도 의견의 일치를 보게 됨으로써 민족유일독립당 재만'책진회'를 조직하고, 새로운 진용으로 회장에 김동삼 등 집행위원회를 구성하여 유일당의 촉성에 주력하기로 의결하였다.
- 촉성회의 소멸

그러나 기한인 1929년 5월 이전까지 책진회가 군정부를 조직하지 못해 김좌진, 김시야 등은 북만주로, 이청천은 오상(五常)현으로 김희산, 박희곤(朴希坤), 이백파 등은 남만주로, 각자의 근거지로 돌아간 후 일부가 일본 관헌에 체포됨으로써 촉성회는 유명무실하게 되었다. 이후 책진회는 정의부에서 탈퇴하여 김동삼, 김상덕, 김원식 등에 의해 근근히 유지되었다.
김좌진 등은 원래 신민부의 근거지였던 중동선 석두하자(石頭河子)에서 동지를 규합하고 민족단체를 조성하면서 1929년 8월 한족총연합회(韓族總聯合會)를 조직하면서 세력을 만회하는 데 주력하였다. 한족총연합회는 순 국수파인 김좌진 등과 무정부주의자의 일파인 남대하(南大廈)를 비롯하여 국내 인사들이 제휴한 단체로 중동선 일대를 관할할 수 있는 영안현 산시(山市) 역전에 본부를 두고 주석에 김좌진이 취임하였다. 그러나 1930년 1월 24일 김좌진이 반대파인 재중국청년동맹 일파인 공산주의자 청년에게 암살됨으로써 분열하여 정신 등에 의해 '한족자치연합회'로 개칭되었다가, 그해 7월 홍진, 이청천, 민무(閔武), 안훈(安勳), 황학수, 신숙, 이장녕(李章寧) 등이 추진하던 한국독립당에 합류함으로써 북만주 유일독립당의 조직으로 항일운동을 전개하게 되었다.

### 협의회파 (민족유일당조직동맹)
통합 진영이 '촉성회'파와 '협의회'파로 대립되어 서로 유일당의 촉성과 군정부의 건립을 서두르고 있었다. 이 때 협의회의 중핵인 정의부가 촉성회 측에 앞서서 유일당을 완성하고자 신민부와 참의부에 3부통일회담의 개최를 제의하여 1928년 9월 길림에서 3부 대표가 초당파적 입장에서 전민족의 숙원인 민족유일당의 조직과 3부통일 등 안건을 숙의한 끝에 정의부의 과도한 주도에 대한 반발과 신민부의 민정·군정파의 대표권 문제, 참의부 대표의 소환 문제로 회담은 결렬되고 말았다.

## 국민부의 성립
이에 '협의회' 측은 정의부의 주도 하에 '민족유일당조직동맹'을 결성하고 1929년 3월 하순에 새로운 군정부의 조직을 위해 각 부 대표들이 회의를 가졌다. 그 결과 1929년 4월 1일 정의부·신민부·참의부의 3부를 해체함과 동시에 국민부라는 새로운 군정부를 조직하고 집행위원을 선임하여 총무·군무·교육·재무·지방의 각부를 담임케 하였다. 또한 민족유일당조직동맹을 조선혁명당으로 개편하고, 조선혁명군을 편성하였다.
비록 촉성회 측의 불참으로 만주 전역을 대상으로 한 독립운동단체들의 통일은 이루지 못했으나, 민족유일당을 중심으로 하는 통합이 당시 재만 동포사회의 숙원이었던 만큼 국민부에 대한 기대가 컸다.

## 강령
1925년 9월 20일부터 수일 간에 걸쳐 국민부가 새로 조직된 후 처음으로 중앙의회를 개최하여 장래의 방침과 제반 결의를 하고 3부 통일회에서 제정했던 강령 및 헌장의 일부를 개정하였다.
- 재만 조선민족의 문화향상, 산업발전, 공안유지
- 재만 조선민족의 단일 자치기관의 실현
- 한·중 양민족의 혁명적 협동작업

## 조직
국민부는 정의부를 주축으로 하여 신민부의 민정파 측과 참의부의 심용준파 등 일부 세력을 통일하였는데, 정의부가 추진하던 민족유일당조직동맹 등 정의부 체제를 계승하고, 5월 28일 중앙집행위원회를 구성하였다.
- 중앙집행위원장 현익철
- 민사위원장 김이대
- 경제위원장 장승언(張承彥)
- 외교위원장 최동오(崔東旿)
- 군사위원장 이웅
- 교육위원장 고이허(崔容成)
- 법무위원장 현정경
- 교통위원장 김돈
- 중앙집행위원 김진호(金鎭浩), 심용준, 이일세, 이동림, 황기용(黃起龍), 고할신 등 중앙집행위원 14명
- 사령관 이웅(겸임)
- 제1~8중대장 양세봉(梁世奉), 윤환(尹桓), 이태형(李泰馨), 김창헌(金昌憲), 장철호(張結鎬), 안홍(安鴻), 차용목(車用睦), 김보국(金保國), 중앙호위대장 문시영(文時映)
- 교통위원 유성복 (劉聖福)

8개 중대와 중앙호위대의 군인은 1만 2천명이었다.

## 활동
1925년 9월 27일 중앙집행위원회를 새로 구성하였고, 12월 20일 민족유일당조직동맹을 개편, 조선혁명당을 조직하여 소속당군을 조선혁명군이라 하였다. 민정과 군정을 구분하여 국민부는 재만 동포사회의 자치기관만을 담당하고, 군사에 관한 사항은 조선혁명군이 담당하여 1938년 9월까지 민족유일당 조선혁명당의 명령에 따라 독립투쟁에 임하면서 만주 유일의 민족운동단체로 활동하였다.

## 조선혁명당과의 관계
국민부의 중앙집행위원장인 현익철이 조선혁명당의 자치위원회 위원장을 맡아 국민부와 조선혁명당은 조직상 분리되면서도 인맥이 상통하였다.
결국 조선혁명당과 국민부의 관계는 이당치국(以黨治國)의 원칙에 입각한 유일당과 행정부의 관계였다. 조선혁명당은 남만주 일대의 유일당으로서, 국민부는 동포사회의 자치행정기관으로서 그 조직과 운영이 조선혁명당의 영도 아래에 놓였다.

## 해체
1934년 말 김호석(金浩石)이 조선혁명군 총사령관에 선임되어 조선혁명군을 조선혁명군정부(朝鮮革命軍政府)라는 군사정부로 바꾸면서 국민부는 조선혁명군정부에 흡수, 해체되었다.

## 같이 보기
- 참의부
- 정의부
- 신민부
- 조선혁명당 (1929년)
- 조선혁명군정부
- 군정부

## 참고자료
- 한민족독립운동사, '국사편찬위원회 한국사데이터베이스'